# Censier Publicinex
Censier Publicinex est une régie publicitaire spécialisée en publicité locale au cinéma.
Son parc compte 2 000 salles en régie, en 2011.

## Historique
Créée en 1949, Censier Publicinex a été longtemps spécialisée dans les «rideauxréclame»
peints à la main, présentés aux entractes des séances devant les écrans.
Ces rideaux qui consistaient en un patchwork d'une quinzaine de publicités, ont fait
jouer avec leurs mots des générations de spectateurs.
Depuis 1996, Censier Publicinex a orienté son action sur le film publicitaire. Peu de
films publicitaires pour des annonceurs locaux étaient alors créés, du fait de leurs
coûts. Depuis 1998, la régie s'est équipée de son propre studio de création de films
publicitaires: vingt personnes y produisent 1500 spots par an, films d'animation,
tournages, reportages, spots pour les écrans des salles et les halls des cinémas.
Travaillant d'abord en 35mm (format pellicule classique 1:85 ou cinemascope),
Censier Publicinex est la première régie complètement équipée en numérique depuis
2008, afin de répondre à l'évolution technologique naissante des diffusions dans les
salles de cinéma. Le premier spot en 3D de publicité locale en France fut créé par
Censier Publicinex pour l'annonceur Citya Immobilier.